# Новара (провинция)
Нова́ра (итал. Provincia di Novara, пьем. Provincia ëd Noara) — итальянская провинция в Пьемонте,  с населением 368 597 человек, столица Новара. 
Это седьмая провинция области по размеру и четвертая по численности населения. Она граничит на севере с провинцией Вербано-Кузьо-Оссола, на западе с провинцией Верчелли, на востоке с метропольным  городом Миланом и с провинцией Варезе и на юге с провинцией Павия.

## География

### Города
- Армено
- Арона